# Borak-chan
Borak-chan (zm. ok. 1428) – chan Złotej Ordy w latach 1423–1428. 
Był wnukiem chana Urusa. Pierwotnie był chanem Białej Ordy. Zbiegł stamtąd i pojawił się w roku 1419 w Samarkandzie, na dworze Uług Bega, który chciał uczynić z niego swego protegowanego. Borak jednak z czasem rozpoczął prowadzenie samodzielnej polityki.
W roku 1423 rozgromił wojska Uług Mehmeda, zagarnął jego posiadłości i ogłosił się chanem. Pokonał także innego chana – Dewlet Berdiego, który w wyniku tego przekoczował na Krym.
Po około pięciu latach panowania Borak zginął: według jednej wersji został zabity podczas bitwy w Mogulistanie przez Sułtan-Mahmud-ogłana w 1428/1429 roku; według innej zginął rok wcześniej (1427/1428) w wyniku spisku emirów.